# Будинок з мезоніном (фільм)
«Будинок з мезоніном» (рос. «Дом с мезонином») — український радянський художній фільм 1960 року режисера Якова Базеляна за однойменною повістю Антона Чехова.

## Сюжет
У садибі поміщика Бєлокурова проживає в неробстві відомий художник. Якось він знайомиться сімейством Волчанінова, в якому дві дочки: старша (Ліда), серйозна і сувора дівчина з переконаннями, яка намагається допомогти простим людям і не дуже любить художника за його неробство, і молодша (Женя, Місюсь), яка незабаром захоплюється художником. Художник теж закохується в Женю, а Ліда руйнує їх щастя…

## У ролях
- Сергій Яковлєв — художник
- Нінель Мишкова — Лідія Волчанінова
- Лариса Гордєйчик — Місюсь
- Ольга Жизнєва — Катерина Павлівна
- Юрій Леонідов — поміщик Бєлокуров
- Валентина Ананьїна — Даша
- Віра Алтайська — Любов Іванівна
- Сергій Калінін — лакей Бєлокурова

## Творча група
- Автор сценарію: П. Ерофеєв
- Режисер: Яків Базелян
- Оператор: Олександр Рибін
- Композитор: Олексій Муравльов